# Morierina montana
Morierina montana là một loài thực vật có hoa trong họ Thiến thảo. Loài này được Vieill. mô tả khoa học đầu tiên năm 1865.